# Abdul-Malik al-Houthi
Abdul-Malik Badr al-Din al-Houthi, noto anche come Abu Jibril (in arabo  عبد الملك بدر الدين الحوثي‎?; Saada, 22 maggio 1979), è un politico e militare yemenita, leader del movimento Houthi insieme ai suoi fratelli Yahia e Abdul-Karim.
Più giovane di otto figli di Badreddin al-Houthi, è il fratello del precedente leader Hussein, ucciso nel 2004, a cui è succeduto, dopo una breve parentesi in cui era stato proclamato il padre, come capo del movimento e viene considerato come figura chiave e di spicco nella guerra civile yemenita, iniziata con la presa del potere da parte degli Houthi nel Governatorato di Sa'da, nel nord dello Yemen.